# Кожухов (село)
Кожу́хов (укр. Кожухів, пол. Kożuchów) — село на Украине, находится в Литинском районе Винницкой области.
Код КОАТУУ — 0522483401. Население по переписи 2001 года составляет 1243 человека. Почтовый индекс — 22313. Телефонный код — 4347.
Занимает площадь 0,354 км².

## Религия
В селе действует храм Архистратига Божьего Михаила Литинского благочиния Винницкой епархии Украинской православной церкви.